# Рогув (Казімерський повіт)
Рогув (пол. Rogów) — село в Польщі, у гміні Опатовець Казімерського повіту Свентокшиського воєводства.
Населення — 257 осіб (2011).
У 1975-1998 роках село належало до Келецького воєводства.

## Демографія
Демографічна структура на день 31 березня 2011 року:
|          | Загалом | Допрацездатний вік | Працездатний вік | Постпрацездатний вік |
| -------- | ------- | ------------------ | ---------------- | -------------------- |
| Чоловіки | 126     | 24                 | 89               | 13                   |
| Жінки    | 131     | 27                 | 73               | 31                   |
| Разом    | 257     | 51                 | 162              | 44                   |